# متحف طرابزون
متحف طرابزون أو قصر كوستاكي يقع في شمال مقاطعة زيتنليك بالقرب من شارع ازون في طرابزون بتركيا.

## التاريخ
بُني المتحف في 1890-1900، بناه كوستاكي تيفيلاكتوف الذي كان صاحب مصرف مشهور هاجر من روسيا إلى طرابزون بعد الحرب العثمانية-الروسية (1877-1978).
عندما كانت طرابزون محتلة من قِبل الروس، كانوا يستعملون هذا المبنى كمقر روسي هناك. بعد أن غادر الروس من طرابزون، اشترى السيد نيمليزاد عاكف، الذي كان تاجر مشهور في طرابزون، جميع أملاك كوستاكي بعد أن أفلس.
بعد ذلك قاموا بتجهيز القصر لأول رئيس تركي، مصطفى كمال اتاتورك وزوجته حيث أقاموا فيه في أول زيارة لهم لطرابزون بين 15 و 17 من سبتمبر 1924. قامت الحكومة بمصادرة المبنى بعد ذلك عندما تولى علي غالب منصب حاكم طرابزون. وكان المبنى بمثابة بهو الحاكم بين العامين 1927-1931. بعد أن انتقل المبنى ليخدم وزارة التعليم، كان مدرسة ثانوية للبنات (1937-1931) لمدة 50 عام. في 1987، حولوا المبنى إلى وزارة الثقافة ليقوموا بتجهيزه ليُفتح كمتحف وفُتح في 22 من أبريل عام 2001.

## وصلات خارجية
- http://www.karalahana.com/english/archive/Kostaki-Mansion-Museum-of-Trebizond.html